# کوک سیتی-سیلور گیت (مونتانا)
کوک سیتی-سیلور گیت (به انگلیسی: Silver Gate-Cooke City) شهری در ایالت مونتانا کشور ایالات متحده آمریکا است که جمعیت آن در سرشماری سال ۲۰۱۰ میلادی، جمعیت کوک سیتی ۷۵ نفر و جمعیت سیلور گیت ۲۰ نفر بوده‌است.

## موقعیت جغرافیایی
موقعیت جغرافیایی شهرها و مناطق اطراف به شرح زیر است: